# Calymmaderus punctulatus
Calymmaderus punctulatus är en skalbaggsart som först beskrevs av Leconte 1865.  Calymmaderus punctulatus ingår i släktet Calymmaderus och familjen trägnagare. Inga underarter finns listade i Catalogue of Life.